# Sykes' spotvogel
Sykes' spotvogel (Iduna rama; synoniem: Hippolais rama) is een zangvogel uit de familie Acrocephalidae (rietvogels). De Nederlandse naam verwijst naar de Britse onderzoeker William Henry Sykes die deze vogel in 1832 voor het eerst beschreef.

## Verspreiding en leefgebied
Deze soort komt voor van Arabië tot Turkestan en westelijk China en overwintert in zuidelijk India en Sri Lanka.

## Status
De grootte van de populatie is niet gekwantificeerd maar de soort wordt omschreven als algemeen tot zeer algemeen in centraal Azië. Op de Rode lijst van de IUCN heeft deze soort de status niet bedreigd.